# Tambora (Musikinstrument)

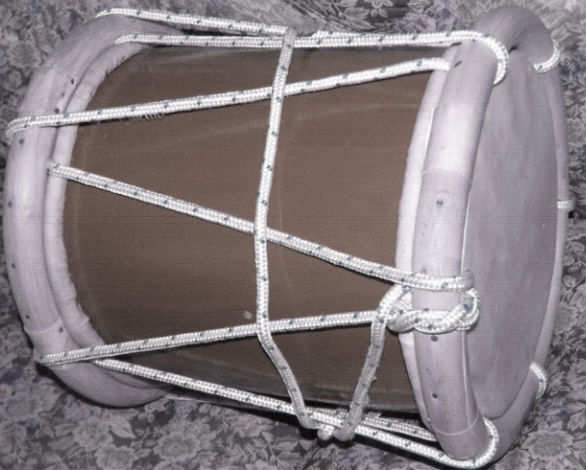
Tambora

Die Tambora (von altfranzösisch tabor über spanisch tambor, „Trommel“) ist eine zweifellige Zylindertrommel aus der Dominikanischen Republik, die vor allem in der Merengue eingesetzt wird. Traditionell wird das Instrument auf dem Schoß liegend gespielt, eine Seite mit einem Schlagstock, die andere mit bloßer Hand. Originale Tamboras haben die Membrane (meist Felle weiblicher und männlicher Ziegen) in Rattan gefasst und mit Seilen gespannt.